# Västerås Stadshus AB
Västerås Stadshus AB är ett svenskt förvaltningsbolag som agerar moderbolag för en del verksamheter som Västerås kommun har valt att driva i aktiebolagsform. Bolaget ägs helt av kommunen.

## Bolag
Källa: 
- Bostadsaktiebolaget Mimer (100%)
  - Björnklockan AB (100%)
  - Garagebolaget Mimer AB (100%)
- Mälarenergi AB (100%)
  - Fibra AB (80,9%)
  - Mälarenergi Elnät AB (65,1%)
  - Mälarenergi Försäljning AB (100%)
  - Mälarenergi Vatten AB (85%)
  - Mälarenergi Vattenkraft AB (100%)
  - Nodena AB (25%)
  - Samkom AB (100%)
- Västerås marknads- och näringslivsaktiebolag (100%)
- Västerås Parkerings AB (100%)
- Västerås Stads Strategiska Fastigheter Aktiebolag (100%)
  - Geddeholms AB (100%)
  - Västerås Fastighet Kungsängen AB (100%)
  - Västerås Flygfastigheter AB (100%)